# Людина з містечка
«Людина з містечка» (інші назви: «Давид Горелік», «Розріз епохи», «Мрійник») — український радянський німий художній фільм режисера Григорія Рошаля, знятий в 1930 році на Одеській фабриці (ВУФКУ). Фільм не зберігся.

## Сюжет
Фільм показував шлях єврея від політично неписьменного підмайстра до комуніста — директора взуттєвої фабрики. Підручний кустаря-кравця містечковий єврей Давид Горелік потай мріяв про власну майстерню і традиційно патріархальний затишок. Однак, після лихоліття Першої світової війни, революції та громадянської війни у ньому почала прокидатися класова самосвідомість.

## У ролях
- Веніамін Зускін —  Давид Горелік
- Микола Надемський —  старий єврей
- Сергій Петров —  Шульбрандт
- Олександра Попова — другорядна роль
- Ніна Лі —  дружина офіцера, оперна артистка
- Б. Шелестов-Заузе —  офіцер
- Іван Франко —  робітник
- В. Комарецький —  матрос в театрі
- Володимир Войшвилло —  хуліган
- Є. Тимофєєв —  оперний тенор
- Семен Свашенко —  епізод
- Оксана Підлісна —  епізод

## Знімальна група
- Сценаристи: Серафима Рошаль, Віра Строєва
- Режисер: Григорій Рошаль
- Оператор: Михайло Бєльський
- Художник: Ісаак Махліс
- Асистенти режисера: Арон Гершкович, Н. Саватєєв
- Помічник режисера: А. Паршин.
- Гример: Л. Гороховський